# Ecnomus bishopi
Ecnomus bishopi là một loài Trichoptera trong họ Ecnomidae. Chúng phân bố ở miền Australasia.